# Guy Menut
Pour les articles homonymes, voir Menut.
Guy Menut, né le 8 octobre 1944 à Toulon et mort le 7 juillet 2017 à Solliès-Toucas, est un homme politique français.

## Détail des fonctions et des mandats
Mandat parlementaire
- 23 juillet 1999 - 18 juin 2002 : député de la 6e circonscription du Var